# Victor Leydet (Politiker)

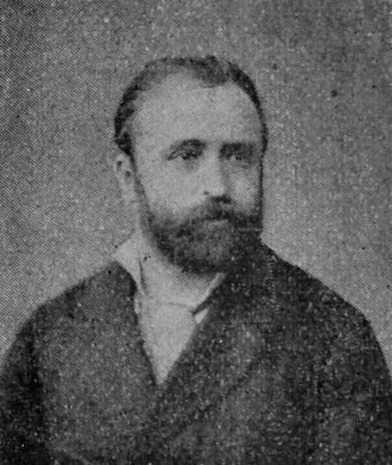
Victor Leydet

Victor Leydet (* 3. Juli 1845 in Aix-en-Provence; † 22. Oktober 1908 in Paris) war ein französischer Politiker. Er war von 1881 bis 1897 Abgeordneter in der Nationalversammlung und von 1897 bis 1908 Mitglied des Senats.
Leydet machte Karriere als Industrieller, ehe er 1881 in die Nationalversammlung einzog. Dort gehörte er den radikalen Republikanern an. Bei den Wahlen 1885, 1889 und 1893 wurde er jeweils wiedergewählt. 1897 zog er für das Département Bouches-du-Rhône in den Senat ein, wo er den verstorbenen Paul Challemel-Lacour ersetzte. Von 1900 bis 1902 war er Sekretär des Senats. Nach seiner Wiederwahl im Jahr 1903 war er von 1905 bis 1906 dessen Vizepräsident. Leydet starb 1908 unerwartet, während er noch im Senat tätig war.